# Anochetus grandidieri
Anochetus grandidieri is een mierensoort uit de onderfamilie van de Ponerinae. De wetenschappelijke naam van de soort is voor het eerst geldig gepubliceerd in 1891 door Auguste Forel.